# (629) Bernardina
Bernardina és l'asteroide número 629. Fou descobert per l'astrònom August Kopff des de l'observatori de Heidelberg (Alemanya), el 7 de març del 1907. La seva designació provisional era 1907 XU.